# Суперспорт Юнайтед
Суперспорт Юнайтед (англ. SuperSport United Football Club) — південноафриканський футбольний клуб з міста Преторія. Заснований 1994 року під назвою Преторія Сіті (англ. Pretoria City).

## Результати вПрем'єр-лізі ПАР
- 2009/2010 – 1
- 2008/2009 – 1
- 2007/2008 – 1
- 2006/2007 – 6
- 2005/2006 – 7
- 2004/2005 – 4
- 2003/2004 – 3
- 2002/2003 – 2
- 2001/2002 – 2
- 2000/2001 – 8
- 1999/2000 – 10
- 1998/1999 – 8
- 1997/1998 – 14
- 1996/1997 – 9

## Досягнення
- Чемпіон ПАР — 3: 2007/08, 2008/09, 2009/10
- Володар Кубка ПАР — 2: 1999, 2005
- Володар Кубка Восьми — 1: 2004
- Чемпіон другого дивізіону — 1: 1995